# Eastern-Air-Lines-Flug 304
In den frühen Morgenstunden des 25. Februar 1964 stürzte eine Douglas DC-8 auf dem Eastern-Air-Lines-Flug 304 etwa 30 Kilometer nordöstlich von New Orleans in den Lake Pontchartrain. Alle 58 Insassen kamen bei dem Unfall ums Leben.

## Verlauf
Die Douglas DC-8-21 der Eastern Air Lines (Luftfahrzeugkennzeichen N8607, Seriennummer 45428/61, Datum der Inbetriebnahme 22. Mai 1960) war am 24. Februar 1964 um 22:12 Uhr in Mexiko-Stadt gelandet. Von dort aus startete sie in den späten Abendstunden zum John F. Kennedy International Airport in New York City. Es waren Zwischenlandungen in New Orleans, Atlanta und Washington geplant. Die Maschine landete planmäßig am 25. Februar um 00:51 Uhr Ortszeit in New Orleans. Um 01:59 Uhr startete sie zum Weiterflug nach Atlanta. Wenige Minuten nach dem Start meldeten sich die Piloten routinemäßig. Um 02:05 Uhr verschwand die Maschine vom Radar. Es konnte kein Kontakt mehr hergestellt werden. Der Verbleib der Maschine war zunächst nicht zu klären. Im Morgengrauen entdeckten Suchmannschaften schließlich Ölflecken auf dem Lake Pontchartrain. Im Laufe des Tages konnten zahlreiche kleine Wrackteile und Gepäckstücke auf dem Wasser treibend aufgefunden werden.

## Ursachen
Bereits in Mexiko-Stadt war bekannt, dass es Probleme mit einer Trimmklappe gegeben hatte. Dies sollte nach Flugende in New York überprüft werden. Der Flugplan sah daher eine geringere Reisegeschwindigkeit vor. Im Raum New Orleans bestand zum Unfallzeitpunkt gute Sicht bei höchstens leichtem Regen und gelegentlichen mäßigen Windböen. Vorher gestartete Maschinen hatten jedoch teilweise starke Turbulenzen bis in Höhen von 9000 Fuß (ca. 2745 Meter) gemeldet. Es wird vermutet, dass die Maschine nach dem Start aufgrund unkorrekter Trimmung bei einer Windböe in eine unkontrollierte Fluglage geriet und in steilem Sinkflug  in die Lagune stürzte. Dabei wurde sie total zerstört. Der 47-jährige Pilot mit über 19.000 Flugstunden und seine Besatzung galten als erfahren.

### Untersuchung
Eine 14-köpfige Kommission des Civil Aeronautics Board (CAB) untersuchte den Unfall vor Ort. Bei der Untersuchung erwies sich als problematisch, dass die Maschine so stark zerstört wurde, dass keine zusammenhängenden größeren Wrackteile mehr vorlagen. Wrackteile mussten teilweise aus dem Schlick und dem Grundsediment der durchschnittlich nur drei bis vier Meter tiefen Lagune ausgegraben werden.  Der Flugschreiber konnte geborgen werden, allerdings fehlten die relevanten Teile des Bandes, sodass keine Daten vom Unfall vorlagen. Insgesamt konnten nur etwa 60 Gewichtsprozent der verunglückten Maschine geborgen werden. Aufgefunden wurden allerdings alle vier Triebwerke. Diese hatten zusammen mit Teilen des Tragwerks nahe beieinander gelegen. Kein einziges untersuchtes Wrackteil wies Spuren eines Brand- oder Explosionsgeschehens oder eines Auseinanderbrechens in der Luft auf. Daher ist anzunehmen, dass die Maschine noch intakt war, als sie auf der Wasseroberfläche auftraf. Das Schadensbild an den Triebwerken sprach für ein Auftreffen in relativ steilem Winkel (mehr als 20 Grad). Hinweise auf ein Versagen der Triebwerke oder der Treibstoffzufuhr hatten sich nicht ergeben.
Auf Grund der starken Zerstörung des Wracks führte das CAB umfangreiche Auswertungen von Daten eines Flugsimulators und einer baugleichen Vergleichsmaschine durch. Es war bekannt, dass die DC-8 bei einer Trimmung, wie sie auf Grund der defekten Trimmeinrichtung bei der Unfallmaschine vorgelegen haben dürfte, zu instabilem Flugverhalten in der Längsrichtung und unerwarteten Reaktionen auf Steuerimpulse neigte. Die Untersuchungskommission errechnete anhand des Start- und des Unfallortes, dass die Unfallmaschine bei einer Geschwindigkeit von 310 Knoten (574 km/h) im Steigflug eine Flughöhe von maximal 7000 Fuß (ca. 2135 Meter) erreicht haben konnte, bei einer geringeren Geschwindigkeit auch weniger. Untersuchungen und Berechnungen des CAB hatten ergeben, dass eine DC-8, wenn sie in einer Flughöhe von weniger als 5000 Fuß (ca. 1525 Meter) in einen Sinkwinkel von 30 Grad oder mehr geriet, kaum mehr abgefangen werden konnte und eine Bodenberührung fast unvermeidlich war. Zum Unfallzeitpunkt war bei den Triebwerken die Schubumkehr aktiviert. Dies könnte ein Manöver der Piloten gewesen sein, um die in steilem Sinkflug in Bodennähe befindliche Maschine notfallmäßig aufzurichten.
Wahrscheinliche Unfallursache war, dass die Maschine in relativer Bodennähe in Turbulenzen in einen zu steilen Sinkwinkel geriet, wozu neben der problematischen Trimmung auch ein schwer abzulesendes Instrument  beigetragen haben könnte. Es gelang den Piloten nicht mehr, die Maschine in eine normale Fluglage zu steuern.

## Prominente Opfer
- Marie-Hélène Lefaucheux, französische Frauenrechtlerin
- Kenneth Spencer, amerikanisch-deutscher Sänger und Schauspieler